# Junte militaire de Colombie
Dictature militaire
Gustavo Rojas Pinilla Alberto Lleras Camargo
La Junte militaire de Colombie, aussi connue sous le nom de Junte militaire du gouvernement de Colombie, est le gouvernement ayant dirigé la Colombie, après le départ du général Gustavo Rojas Pinilla, du 10 mai 1957 au 10 août 1958. La période de gouvernance de la Junte a permis aux partis Libéral et Conservateur de se rapprocher et de constituer le Front national, qui allait ensuite diriger le pays jusqu'en 1978.

## Composition
La Junte militaire est constituée des personnalités majeures du gouvernement de Gustavo Rojas Pinilla. On y retrouve :
- Gabriel París Gordillo, major-général et ministre de la Défense nationale ;
- Deogracias Fonseca Espinosa (es), major-général et directeur de la police ;
- Rubén Piedrahíta Arango (es), contre-amiral et ministre des Transports et des Travaux publics ;
- Rafael Navas Pardo (es), général de brigade et chef des armées ;
- Luis Ernesto Ordóñez Castillo (es), général de brigade et directeur du service de renseignement colombien.

Gabriel París Gordillo est désigné chef de la Junte, ayant la plus longue ancienneté dans l'armée et ayant également déjà été désigné présidentiel durant quelques jours, du 30 juillet 1955 au 2 août 1955. Le général de brigade Juan Bautista Córdoba Álvarez est nommé secrétaire général du gouvernement.

## Cabinets
- Ministres du gouvernement : José María Villarreal, général de brigade Pioquinto Rengifo ;
- Ministres des Affaires étrangères : Carlos Sanz de Santamaría Gómez, José María Villarreal, Pioquinto Rengifo ;
- Ministres de la Justice : major-général Alfredo Duarte Blum, José María Villarreal, Fernando Isaza, Pioquinto Rengifo, Rodrigo Noguera Laborde ;
- Ministres des Finances : Antonio Alvarez Restrepo, Jorge Mejía Salazar, Jesús María Marulanda ;
- Ministres de la Guerre : Alfredo Duarte Blum, Alberto Saíz Montoya, Alberto Gómez Arenas ;
- Ministres de l'Agriculture : Jorge Mejía Salazar, Alfredo Vélez Arango ;
- Ministres du Travail : Raimundo Emiliani Román, Roberto Salazar Gómez ;
- Ministres de la Santé : Juan Pablo Llinás, Raimundo Emiliani Román ;
- Ministres du Développement : Joaquín Vallejo, Harold Eder, Carlos Sanz de Santamaría Gómez ;
- Ministres des Mines et du Pétrole : Julio César Turbay Ayala, Jorge Mejía Salazar ;
- Ministres de l'Éducation : Próspero Carbonell, Alfonso Carvajal Peralta, Pioquinto Rengifo ;
- Ministres des Travaux publics : Tulio Ospina Pérez, Roberto Salazar Gómez, Antonio Alvarez Restrepo, Jaime Ramírez Soto ;
- Ministres des Communications : major-général Pedro Alfonso Muñoz, major-général Alfonso Ahumada Ruíz.